# Dorothy Jelicich
Dorothy Jelicich, née le 19 janvier 1928 à Sydney (Australie) et morte le 10 avril 2015 à Ōtāhuhu (Nouvelle-Zélande), est une femme politique néo-zélandaise. Membre du Parti travailliste, elle est députée entre 1972 et 1975.

## Biographie

### Famille, études et carrière professionnelle
Dorothy Catherine MacDonald naît à Sydney (Australie) en 1928. Son père est un ouvrier semi-qualifié. Elle fait ses études à l'Epsom Girls' Grammar School et à l'Elam School of Fine Arts (en) de l'université d'Auckland (Nouvelle-Zélande). En 1949, elle épouse Paul Jelicich, un maçon ; ils ont trois enfants. Avec le soutien de sa famille, elle ouvre un restaurant dans la banlieue d'Auckland, à Papatoetoe. En 1964, le couple acquiert une petite ferme laitière à Bombay (en). En 1970, Dorothy Jelicich devient gérante d'un magasin de chaussures puis syndicaliste.

### Carrière politique
Grâce à son engagement syndical, elle adhère au Parti travailliste, devient membre de l'exécutif local pour la circonscription de Hamilton West (en) et présidente du comité électoral pour la circonscription de Papatoetoe (en). Elle se présente comme candidate dans la circonscription de Hauraki (en) aux élections législatives de 1969 (en). En 1972, elle est élue députée, remportant la circonscription de Hamilton West (en) sous la bannière des travaillistes, battant Derek Heather, conseiller municipal de Hamilton ; le titulaire du siège, Leslie Munro du Parti national, avait pris sa retraite.
Dorothy Jelicich devient la première femme de l'histoire parlementaire néo-zélandaise à ouvrir le débat Address-in-Reply qui suit les élections législatives. En 1975, elle perd son siège de députée face à Mike Minogue (en).
Après sa défaite, elle se présente à la vice-présidence du Parti travailliste lors du congrès 1976. Elle perd contre Gerald O'Brien (en), se classant deuxième au scrutin des délégués avec 344 voix contre 585 pour O'Brien. Début 1977, elle se présente comme candidate à l'investiture travailliste pour l'élection partielle dans la circonscription de Māngere (en). Elle avait réuni le soutien du député sortant Colin Moyle (en) et de l'ancien Premier ministre Bill Rowling mais c'est David Lange qui l'emporte. Elle se présente de nouveau dans la circonscription de Hamilton West lors des élections de 1978 mais Mike Minogue est réélu.
Elle siège brièvement au conseil municipal de Hamilton après l'avoir emporté lors d'une élection partielle en 1979. Elle se présente sans succès à l'investiture travailliste lors du scrutin partiel pour la circonscription de Onehunga (en) en 1980. Comme à Mangere, elle recueille beaucoup de soutiens parmi les travaillistes locaux, mais perd de peu face à Fred Gerbic (en),. En 1982 (via une autre élection partielle), elle devient conseillère municipale de Manukau, fonction qu'elle occupe jusqu'à sa retraite en 1995.
Elle meurt en 2015 à l'hôpital Middlemore d'Auckland, à l'âge de 87 ans. Son mari était décédé l'année précédente.

## Décorations
- 1986 : Queen's Service Order (en)[15] ;
- 1993 : médaille du centenaire suffragiste de Nouvelle-Zélande (en)[16].